# Secessão
Secessão (derivado do termo latino secessio) é o ato de se retirar de uma organização, união ou especialmente de uma entidade política. Ameaças de secessão também podem ser uma estratégia para alcançar objetivos mais limitados.

## Teoria de secessão
A filosofia política mainstream ignorava amplamente as teorias de secessão até a dissolução da União Soviética, Iugoslávia e Tchecoslováquia, no início dos anos 1990 por meio da secessão.[carece de fontes?] As teorias da secessão se relacionam com uma questão fundamental da filosofia política: a base da autoridade do Estado.
Em seu livro de 1991, Secession: The Morality of Political Divorce From Fort Sumter to Lithuania and Quebec, o professor de filosofia Allen Buchanan delineou os direitos limitados para a secessão sob determinadas circunstâncias, relacionados principalmente com a opressão por povos de outros grupos étnicos ou raciais, e especialmente aqueles anteriormente conquistados por outros povos.

## Tipos de secessão

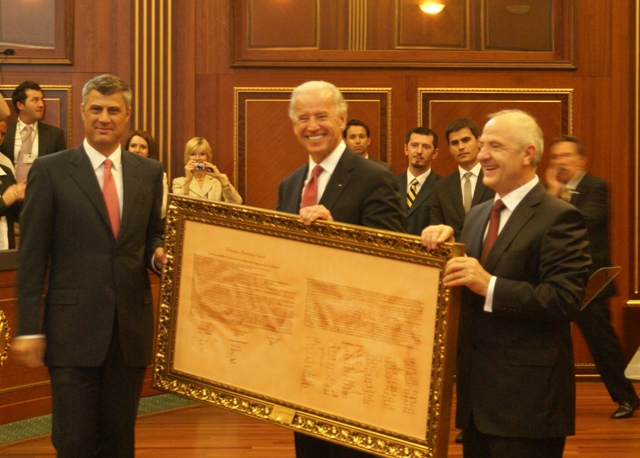
Hashim Thaçi (à esquerda) e o então vice-presidente dos EUA Joe Biden com a Declaração de Independência Kosovo

Os teóricos da secessão descreveram várias maneiras pelas quais uma entidade política (cidade, condado, cantão, estado) pode se separar do estado maior ou original:
- Secessão da federação ou confederação (entidades políticas com poderes reservados substanciais que concordaram em se unir) versus secessão de um estado unitário (um estado governado como uma única unidade com poucos poderes reservados às subunidades).
- Guerras coloniais de independência de um estado imperial.
- Secessão recursiva, como a separação da Índia do Império Britânico, da separação do Paquistão da Índia ou da separação da Geórgia da URSS e da Ossétia do Sul da Geórgia.
- Nacional (separação total do estado nacional) versus local (separação de uma entidade do estado nacional para outra entidade do mesmo estado).
- Central ou enclave (a entidade que se separa é completamente cercada pelo estado original) versus periférica (ao longo de uma fronteira do estado original).
- Secessão por unidades contíguas versus secessão por unidades não contíguas (exclaves).
- Separação ou partição (embora uma entidade se separe, o resto do estado mantém sua estrutura) versus dissolução (todas as entidades políticas dissolvem seus laços e criam vários novos estados).
- Irredentismo onde a secessão é buscada a fim de anexar o território a outro estado devido à etnia comum ou ligações históricas anteriores.
- Minoria (uma minoria da população ou território se separa) versus maioria (a maioria da população ou território se separa)
- Secessão de regiões em melhor situação versus secessão de regiões em pior situação.
- A ameaça de secessão às vezes é usada como uma estratégia para ganhar maior autonomia dentro do estado original.